# Alexandr Safronov
Alexandr Alexandrovič Safronov (rusky Алекса́ндр Алекса́ндрович Сафро́нов; 12. listopadu 1952 Leningrad, Ruská SFSR – 21. června 1989 Leningrad, Ruská SFSR) byl sovětský rychlobruslař.
V roce 1973 poprvé startoval na Mistrovství světa juniorů, následující rok byl čtvrtý na seniorském sprinterském světovém šampionátu. Největšího úspěchu své kariéry dosáhl v roce 1975, kdy vyhrál MS ve sprintu. Zúčastnil se Zimních olympijských her 1976 a ve svém jediném olympijském závodě na 1000 m dobruslil na čtvrté příčce. V dalších letech již startoval pouze v sovětských závodech, sportovní kariéru ukončil v roce 1982. Zemřel v roce 1989 při autonehodě.